# Rhyncholaelia
Rhyncholaelia – rodzaj roślin z rodziny storczykowatych (Orchidaceae). Obejmuje 2 gatunki występujące w Ameryce Środkowej w Belize, Gwatemali, Hondurasie i Meksyku.

## Systematyka
Rodzaj sklasyfikowany do podplemienia Laeliinae w plemieniu Epidendreae, podrodzina epidendronowe (Epidendroideae), rodzina storczykowate (Orchidaceae), rząd szparagowce (Asparagales) w obrębie roślin jednoliściennych.
Wykaz gatunków
- Rhyncholaelia digbyana (Lindl.) Schltr.
- Rhyncholaelia glauca (Lindl.) Schltr.